# Wind-Cave-Nationalpark
Die Höhle mit dem Namen Wind Cave liegt im Wind-Cave-Nationalpark im Westen von South Dakota und zählt mit über 269 km erforschten Gängen zu den längsten Höhlen der Welt. Die Höhle ist bekannt für Boxwork genannte Calcium-Formationen, die sich wie Bienenwaben an den Wänden ausbreiten.
Der Nationalpark wurde 1903 unter US-Präsident Theodore Roosevelt als siebter Nationalpark in den Vereinigten Staaten eröffnet. Die Wind Cave ist die weltweit erste Höhle, die zum Nationalpark ernannt wurde. Weiter westlich liegt eine weitere große Höhle, die Jewel Cave.
An der Oberfläche ist eine der letzten Prärien erhalten geblieben, die eine natürliche Heimat für Bison, Wapiti, Gabelbock und Präriehunde ist. 2007 wurde der Park in das groß angelegte Auswilderungsprogramm für den Schwarzfußiltis einbezogen. Die Art, die bereits als ausgestorben galt, wird in Gefangenschaft nachgezogen und seit 1991 in zentralen und westlichen Regionen der Vereinigten Staaten ausgewildert.